# Peugeot 207 S2000
El Peugeot 207 S2000 es un automóvil de competición basado en el Peugeot 207 con homologación Super 2000. Debutó en 2007 y los pilotos Enrique García Ojeda, Nicolas Vouilloz y Kris Meeke ganaron el Intercontinental Rally Challenge con este modelo. 
En 2012 Peugeot homologó una evolución del 207, más largo (20 mm más), que le otorga mayor estabilidad en zonas rápidas, así como mejoras en el motor y el chasis.

## Victorias

### IRC
| N.º | Año  | Rally                             | Piloto           | Copiloto          |
| --- | ---- | --------------------------------- | ---------------- | ----------------- |
| 1   | 2007 | Fiat Rally                        | Nicolas Vouilloz | Nicolas Klinger   |
| 2   | 2007 | 42nd Belgium Ypres Westhoek Rally | Luca Rossetti    | Matteo Chiarcossi |
| 3   | 2007 | Barum Rally Zlín                  | Nicolas Vouilloz | Nicolas Klinger   |
| 4   | 2007 | 49.º Rallye San Remo              | Luca Rossetti    | Matteo Chiarcossi |
| 5   | 2007 | Rallye International du Valais    | Nicolas Vouilloz | Nicolas Klinger   |
| 6   | 2008 | Istanbul Rally                    | Luca Rossetti    | Matteo Chiarcossi |
| 7   | 2008 | 42.º Vodafone Rally de Portugal   | Luca Rossetti    | Matteo Chiarcossi |
| 8   | 2008 | 43rd Belgium Ypres Westhoek Rally | Freddy Loix      | Robin Buysmans    |
| 9   | 2008 | Rally Russia                      | Juho Hänninen    | Mikko Markkula    |
| 10  | 2008 | Rali Vinho da Madeira             | Nicolas Vouilloz | Nicolas Klinger   |
| 11  | 2008 | Barum Czech Rally Zlín            | Freddy Loix      | Robin Buysmans    |
| 12  | 2008 | Rallye International du Valais    | Freddy Loix      | Robin Buysmans    |
| 13  | 2009 | 77è Rallye Monte-Carlo            | Sébastien Ogier  | Julien Ingrassia  |
| 14  | 2009 | Rallye Internacional de Curitiba  | Kris Meeke       | Paul Nagle        |
| 15  | 2009 | Sata Rally Açores                 | Kris Meeke       | Paul Nagle        |
| 16  | 2009 | 44th Belgium Ypres Westhoek Rally | Kris Meeke       | Paul Nagle        |
| 17  | 2009 | 51° Rallye Sanremo                | Kris Meeke       | Paul Nagle        |
| 18  | 2010 | Rallye Internacional de Curitiba  | Kris Meeke       | Paul Nagle        |
| 19  | 2010 | Sata Rallye Açores                | Bruno Magalhães  | Carlos Magalhães  |
| 20  | 2010 | 52.º Rallye Sanremo               | Paolo Andreucci  | Anna Andreussi    |
| 21  | 2011 | 79è Rallye Monte-Carlo            | Bryan Bouffier   | Xavier Panseri    |
| 22  | 2011 | 54th Tour de Corse                | Thierry Neuville | Nicolas Gilsoul   |
| 23  | 2011 | 53.er Rallye Sanremo              | Thierry Neuville | Nicolas Gilsoul   |

### ERC
| N.º | Año  | Rally                                   | Piloto             | Copiloto          |
| --- | ---- | --------------------------------------- | ------------------ | ----------------- |
| 1   | 2007 | Fiat Rally                              | Nicolas Vouilloz   | Nicolas Klinger   |
| 2   | 2007 | 42nd Belgium Ypres Westhoek Rally       | Luca Rossetti      | Matteo Chiarcossi |
| 3   | 2007 | 37. Barum Rally Zlín 2007               | Nicolas Vouilloz   | Nicolas Klinger   |
| 4   | 2008 | Istanbul Rally                          | Luca Rossetti      | Matteo Chiarcossi |
| 5   | 2008 | 43rd Belgium Ypres Westhoek Rally       | Freddy Loix        | Robin Buysmans    |
| 6   | 2008 | 39. Rally Bulgaria 2008                 | Krum Donchev       | Stoiko Valchev    |
| 7   | 2008 | 49. Rali Vinho da Madeira 2008          | Nicolas Vouilloz   | Nicolas Klinger   |
| 8   | 2008 | 38. Barum Rally Zlín 2008               | Freddy Loix        | Robin Buysmans    |
| 9   | 2008 | 43. Rallye Antibes Cote d´Azur 2008     | Nicolas Vouilloz   | Nicolas Klinger   |
| 10  | 2009 | 38. Istanbul Rally 2009                 | Michal Solowow     | Maciej Baran      |
| 11  | 2009 | Rally de Croacia                        | Krum Donchev       | Petar Yordanov    |
| 12  | 2009 | 44th Belgium Ypres Westhoek Rally       | Kris Meeke         | Paul Nagle        |
| 13  | 2009 | 50. Rallye International du Valais 2009 | Gregoire Hotz      | Pietro Ravasi     |
| 14  | 2010 | Rally 1000 Miglia                       | Paolo Andreucci    | Anna Andreucci    |
| 15  | 2011 | Rally 1000 Miglia                       | Paolo Andreucci    | Anna Andreucci    |
| 16  | 2012 | 53ème Rallye International du Valais    | Laurent Reuche     | Jean Deriaz       |
| 17  | 2013 | 56. Tour de Corse                       | Bryan Bouffier     | Xavier Panseri    |
| 18  | 2013 | 55.º Rallye Sanremo                     | Giandomenico Basso | Mitia Dotta       |